# François Leclerc du Tremblay
François Leclerc du Tremblay de Maffliers, felvett szerzetesi nevén József atya (franciául: Père Joseph); (Párizs, 1577. november 4. – Rueil, ma: Rueil-Malmaison, 1638. december 18.) francia nemesember, Mafflier bárója, majd kapucinus szerzetes, Richelieu bíboros főminiszter bizalmas munkatársa, ügynöke, hírszerzője. Titkos diplomáciai szolgálatai révén igen erős befolyást szerzett a francia udvarban. Átfogó informális hatalma ellenére személyét sohasem tolta előtérbe. Egyszerű megjelenése, feltűnést kerülő viselkedése nyomán „szürke eminenciásnak” (L’Éminence grise) nevezték, utalva Richelieu bíboros melléknevére, a „vörös eminenciásra”.

## Élete

### Származása, ifjúsága
François Leclerc (vagy Le Clerc) du Tremblay magas presztízsű francia főhivatalnoki családból származott. Édesapja, Jean Leclerc du Tremblay jogász-főhivatalnok volt, nemesi címét magas hivatali méltóságával szerezte (noblesse de robe). Ferenc alençoni hercegnek (1554-1584), II. Henrik király negyedik fiának kancelláriusa és a párizsi Parlament (azaz bíróság) beadványi kamarájának (Chambre des Requêtes) első elnöke volt. Felmenői apai ágon az itáliai Gonzaga-családból, anyai felmenői a bizánci Palaiologosz császári házból származtak.
Édesanyja Marie Motier de La Fayette bárókisasszony volt. Anyai nagyapja, Claude de La Fayette négy bárói birtok fölött rendelkezett, ezek egyikét unokája, François örökölte, aki ennek révén a francia királyi udvarban a Maffliers bárója (baron de Maffliers) címet viselhette egészen a kapucinus rendbe való belépéséig. François fivérét, Charles Leclerc du Tremblay-t Richelieu bíboros később a Bastille kormányzójává nevezte ki. (Tisztségét 1649-ig töltötte be, ekkor a frondőrök elfoglalták a Bastille-t, és saját emberüket tették a helyére).
François gyermekkora a francia vallásháborúk idejére esett. Kiváló neveltetésben részesült. A klasszikus és a kortárs szerzőket egyaránt tanulmányozta. Rokonai, oktatói görögül és latinul beszéltek vele, csupán anyja szólt hozzá franciául. 1595-ben a kor nemesi ifjai között megszokott módon hosszabb körutazást (Grand Tour) tett Itáliában.
A „nagy körutazásról” visszatérve katonának állt. 1597-ben részt vett Amiens ostromában. Ugyanebben az évben elkísérhette londoni hivatalos útjára egyik távoli rokonát, Hurault de Maisse-t, aki a király követeként diplomáciai megbízást teljesített.

### A kapucinus rend tagja
1599. február 2-án François Leclerc du Tremblay, Maffliers bárója Orléans-ban letette világi címeit és szerzetesként belépett az ottani kapucinus rendbe. Ebben az időben a kapucinusok fontos bizalmi szerepet vittek, lévén a király és királyné gyóntatói. François felvette a József atya (Père Joseph) szerzetesi nevet, amelyet haláláig használt. Először a párizsi Saint-Honoré utcai rendházba költözött, itt lektorként, azaz a filozófia tanáraként működött. Később szembetegség támadta meg, fel kell hagynia a tanítással. Felvette a vezeklők cilíciumát (szöges derékövét), szigorú önmegtartóztatásban élt. Vándorló prédikátor lett. A mezítláb járó, önmagát korbácsoló (flagelláns) fiatal szerzetes imádságai és szentbeszédei a hívők tömegeit vonzották a meudoni, a bourges-i, az angers-i, a saumuri, a Le Mans-i, a rennes-i, a tours-i és a nantes-i kolostorokba. Bűnbánatot, szigorú megalázkodást hirdetett és gyakorolt, hogy Isten segítségével kiérdemelje gyógyulását.
A „katolikus reformátorok” közé tartozott, a tridenti zsinat intézményi reformjait támogatta, de a protestantizmussal élesen szembeszállt. Műveltsége és tudása, nagy hatású beszédei, hamarosan tekintélyt szereztek neki a renden belül. 1605 őszén kinevezték a bourges-i kolostor gvárdiánjává (azaz rendházfőnökévé), a következő évben a rennes-i rendház gvárdiánja lett.
1606-ban egy Antoinette d’Orléans-Longueville (1572–1618), egy megözvegyült főnemesi hölgy, aki a poitou-i Fontevrault bencés kolostorba vonult vissza, belefogott a Notre-Dame-du-Calvaire elnevezésű apácarend megalakításába. József atya felkarolta a tervet, szenvedélyes kérelmet írt V. Pál pápának, hogy bullában ismerje el az új apácarendet. József atya imádságos könyvet állított össze az apácák számára. (A Kálvária nővéreinek rendjét végül 1617-ben Poitiers-ben alapították meg. József atya később a Des Roches kolostor főnöke lett, Fontevrault közelében).

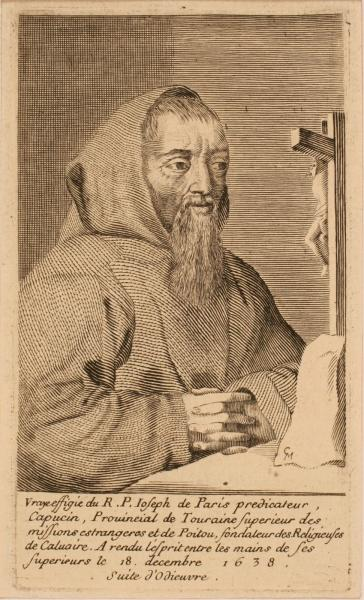
József atya (1638)

Miközben saját kapucinus rendjének belső reformálását szorgalmazta, József atya a katolikus ellenreformáció rendíthetetlen híve maradt. Kapucinus kolostorokat létesített a hugenották lakta vidékeken, így pl. 1609-ben a Loire menti Saumurben is. Teológiai nézetei a francia udvar figyelmét is felkeltették. A kapucinus kolostorokban élő szerzetesek körében József atya információszerző hálózatot épített ki, még mielőtt Richelieu-vel megismerkedett volna. A mindenhová bejáratos szerzetesek a politikailag bizonytalan területeken is hozzájutottak bizalmas információkhoz. József atya pontos értesüléseket szerezhetett a küszöbön álló konfliktusokról.

### Medici Mária bizalmasa
IV. Henrik király 1610-es meggyilkolása után feszültség alakult ki a lázongó főnemesség és a régens, Medici Mária özvegy anyakirályné között. Henri de La Tour d’Auvergne, Bouillon hercege elérte Sully herceg, pénzügyminiszter elmozdítását. Sully csak Poitou kormányzója maradt. Politikai tárgyalások sorozata folyt a poitou-i Loudunben. József atya titokban híreket szállított a Tours-ban tartózkodó Medici Máriának. József atya legkeményebb ellenfele, Henri, Bouillon hercege már 1611-ben felismerte a kapucinus szerzetes képességeit: „Ez az ember behatol legtitkosabb gondolataimba. Olyasmiről is tud, amit csak kipróbált, titoktartó embereim ismernek. Elmegy Tours-ba és vissza is tér onnan gyalogszerrel, esőben, ítéletidőben, hó és jég között anélkül, hogy bárki szemmel tarthatná. Esküszöm, ez a páter maga a testet öltött ördög.”
1611–12 telén a fiatal Richelieu, aki 1607 óta a pouitou-i Luçon püspöke volt, egy ilyen titkos út során „elfogta” és vendégül látta József atyát. A két férfi kicserélte nézeteit a királyság politikai helyzetéről. Mindketten a protestánsok esküdt ellenfelei voltak, de bizalmatlanul tekintettek a Habsburgokra is. Ekkor kezdődött Richelieu és József atya szoros, gyümölcsöző munkakapcsolata. A kapucinus szerzetes segítette Richelieu felemelkedését, és támasza maradt haláláig. József atya titkos ügynökhálózata révén mindig pontosan informálta Richelieu-t, aki bizalmas tárgyalásokra gyakran küldte József atyát maga helyett. Kapcsolatuk számos részletét máig sem sikerült feltárni. A későbbi főminiszter szinte korlátlan hatalma mögött ott állt bizalmasa, József atya, minden titkok tudója. A kapucinust később „szürke eminenciásnak” kezdték nevezni, szerzetesi csuhájának színéről, pedig az eminenciás cím csak a bíborosokat illette meg. Maga Richelieu is őszinte csodálója volt József atya prédikációs és tárgyalási képességeinek.
1615-ben XIII. Lajos feleségül vette a Habsburg-házi Anna Mauricia spanyol infánsnőt. Henri de Condé herceg és hívei zavargásokat robbantottak ki, a szorult helyzetbe jutott Medici Mária anyakirályné, régens ismét tárgyalni kényszerült velük. A tárgyalásokra a pápai küldött és az anyakirályné József atyát is segítségül hívta. Az 1616. május 3-án megkötött louduni békeszerződésben az udvar súlyos engedményekre kényszerült ugyan, de József atya továbbra is Medici Mária bizalmas tanácsadója maradt. Condé később új követelésekkel állt elő, de Mária elfogatta és szeptember 1-jén a Bastille-ba záratta. 1616. november 25-én az anyakirályné a fiatal Richelieu-t, Luçon püspökét nevezte ki a külügyek és hadügyek államminiszterévé.
1617-ben XIII. Lajos király elfoglalta a trónt, 1618-ban száműzetésbe küldte anyját, Medici Máriát. Richelieu-t is száműzte Avignonba azzal a váddal, hogy összejátszott az anyakirálynéval a király ellen. József atyát kinevezték Touraine kapucinus rendtartomány főnökévé (provinciálisává), keze alá tartozott Poitou tartomány, Bretagne és Normandia nagy része. Fontos körülmény, hogy rendtartományának területén feküdt Richelieu püspöksége, Luçon is. Néhány hónap után József atya elérte, hogy a száműzött püspök visszatérhetett Medici Mária udvarába. A királyi engedélyt József bátyja, Charles Le Clerc du Tremblay vitte el Richelieu-nek 1619. március 7-én. 1619 szeptemberében a tiltakozó protestánsok nagygyűlést tartottak Loudunben. József atya a pápai legátus támogatásával vitába szállt gallikanizmust támogató párizsi Parlament követeléseivel, és sikeresen meggyőzte őket a gallikán ideológia szakadár mivoltáról.

### A keresztes hadjárat tervezője
József atya nagy tervei közé tartozott az európai keresztény – katolikus és protestáns – uralkodók összefogása egy törökellenes hadjáratra, Konstantinápoly és a Szentföld felszabadításának céljával. 1616 őszén Rómába utazott támogatójának, Charles de Gonzagának, Nevers hercegének kíséretében. 1617 márciusáig tárgyaltak a pápai udvarban a Kúria államtitkárával és kuriális bíborosokkal. V. Pál pápa végül beleegyezett egy új egyházi harcos lovagrend, a Militia Christina (Keresztény Milícia) megalapításába, amely katolikusokat és protestánsokat egyaránt befogadott volna. 1618-ban József atya ugyanilyen céllal utazott a madridi királyi udvarba is. Fontos személyes kapcsolatokat épített ki mindkét udvarnál. A prágai defenesztráció, majd a harmincéves háború kitörése azonban meghiúsította a tervet. Tervét az atya 1617–25 között La Turciade cím alatt eposzi formában írásba foglalta, és két példányban ki is nyomtatta. A 4637 latin verssorból álló mű egyik példányát VIII. Orbán pápának ajánlotta, aki maga is írt verseket. A pápa a kereszténység Aeneis-ének nevezte a művet.

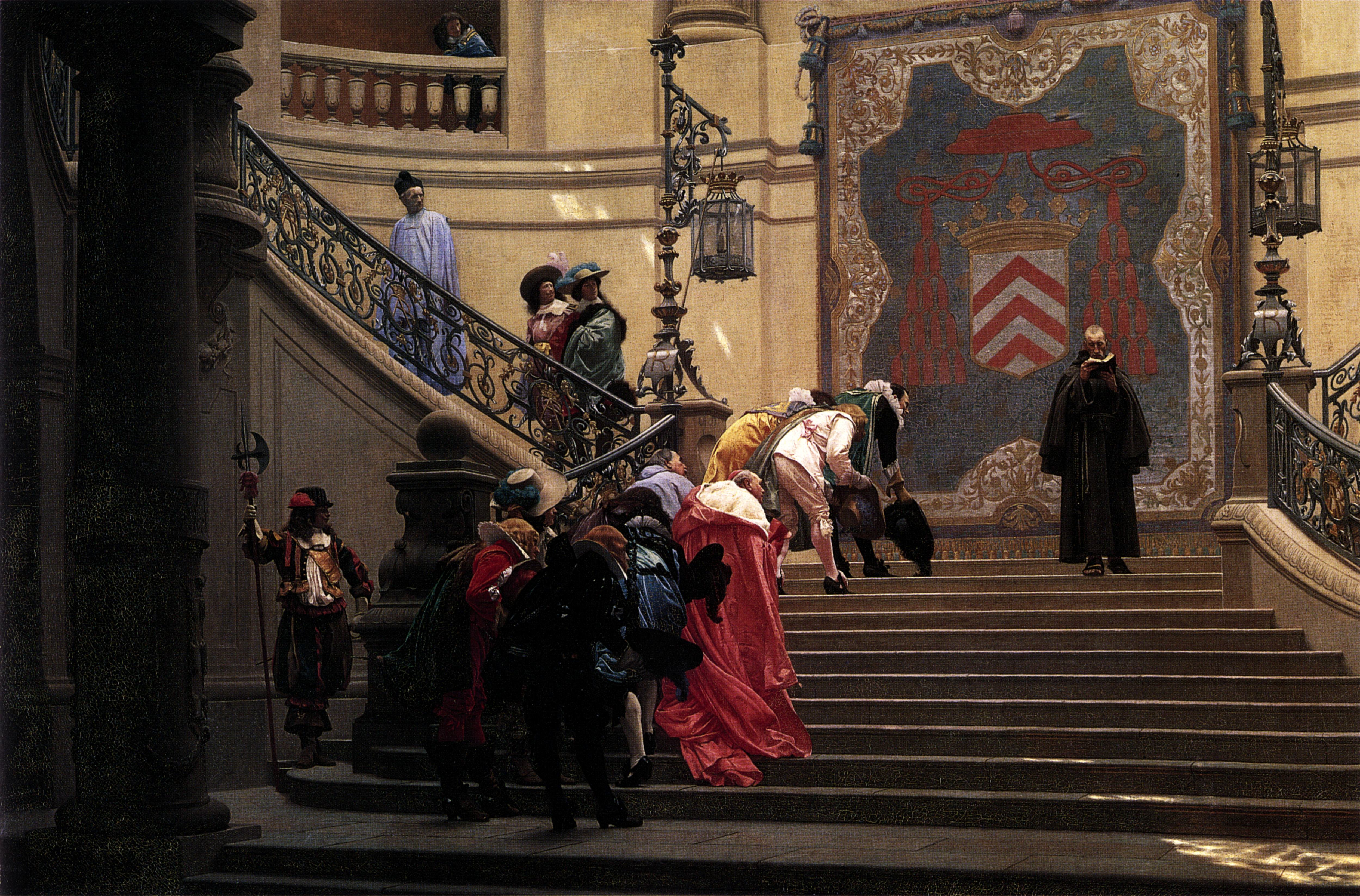
A szürke eminenciás (Jean-Léon Gérôme festménye)

### Richelieu titkosügynöke
1620 őszén és telén XIII. Lajos hadjáratot vezetett a béarni hugenotta felkelés ellen. Titkos ügynökei révén József atya az ostromlott városokból szerzett megbízható információkkal segítette a hadvezetést. Még a francia kálvinizmus fellegvárában, La Rochelle-ben is másfél évtized óta működött József atya ügynökhálózata. Az 1627-es ostrom során József atya egyfelől fontos hírszerzési adatokkal látta el az ostromlókat, másfelől célzott dezinformációval gyengítette az ostromlottak kitartását.
József atyának komoly része volt abban, hogy XV. Gergely pápa 1622-ben megalapította a Hitterjesztési Kongregációt (Sacra Congregatio de Propaganda Fide). 
Ugyanebben az évben a király bíborosi kalapot kért Rómától Richelieu számára. A József atya által kialakított kedvező diplomáciai légkörben XV. Gergely készségesen teljesítette a király kívánságát.
József atya Richelieu bíboros gyóntatóatyja, bizalmas tanácsadója és szoros munkatársa lett. E minőségében kiterjedt levelezést folytatott az egész világon működő kapucinus rendtársaival, akiktől azt kérte, gyűjtsenek politikai és gazdasági információkat Anglia, Spanyolország, az Egyesült Tartományok és a Német-római Birodalom felségterületén. Érdeklődése kiterjedt Perzsiára, Abesszíniára, Kanadára is. 1625-ben József atyát valamennyi külhoni misszió apostoli komisszáriusává (azaz a külföldi missziók főnökévé) nevezték ki. Térítőket küldött a hugenották lakta tartományokba, hogy visszatérítse őket a katolikus hitre. Szerzetestársain keresztül rendkívül fontos, belső információkhoz jutott az idegen államok gazdasági adottságairól, kereskedelmi szükségleteiről, terjeszkedési szándékairól. A szerzetesek a legbefolyásosabb helyi társaságok köreiből is hozzájutottak szűk körben ismert, intim adatokhoz. Az összegyűlt anyagot József atya elemezte. Memorandumokba foglalt következtetéseit rendszeresen Richelieu elé terjesztette, ezekben javaslatokat tett kereskedelmi telepek és gyarmatok létesítésére, és a hadiflotta ilyen célú felfejlesztésére.

### A hivatalos sajtó irányítója
Richelieu megbízásából a szigorú József atya 1624–től haláláig, 1638-ig irányította az 1605-ben alapított Mercure français-t. Ez egy évente kiadott almanach volt, amely a korona szempontjai szerint közreadta és magyarázta az előző évben kiadott hivatalos dokumentumokat és közleményeket, a monarchia és a királyi család eseményeiről, a kormányzat és a minisztériumok intézkedéseiről, a diplomáciai történésekről, a katonai intézkedésekről és nemzetközi szerződésekről. A kiadványt a királyi tanács tagjai, a katonai, polgári és egyházi igazgatás vezetői, jogászok, főhivatalnokok, klerikusok, tanárok és irodalmárok olvasták és tanulmányozták. A „Mercure” a katolikus abszolutizmus ideológiáját közvetítette, a hatalmi elit véleményét formálta, ezzel a politikai hatalom cselekvő résztvevőjévé vált.
A közvélemény hatékonyabb befolyásolása érdekében Richelieu irányítása alá vonta Théophraste Renaudot kiadó 1631. május 12-én alapított „La Gazette” c. hetilapját, amelyben a király és a főminiszter közleményei mellett leközölték a királyi intendánsok és tábornokok jelentéseit (récits) is. A szerkesztés során rendszeresen felhasználták József atyának a befolyásos hatalmi körök hangulatáról adott titkos jelentéseit.

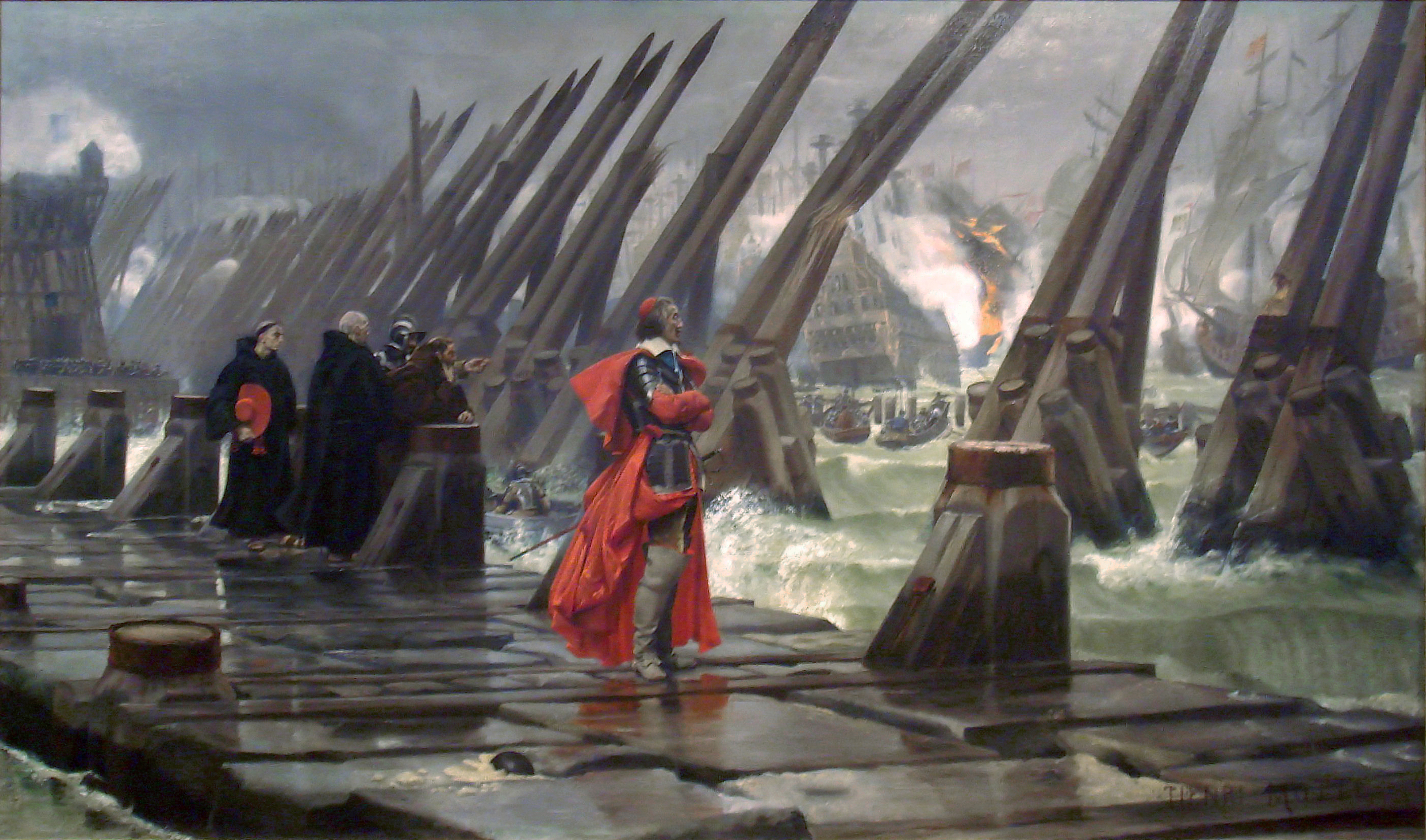
Richelieu bíboros és József atya La Rochelle ostrománál. (Henri-Paul Motte festménye, 1881.)

### A harmincéves háború ideológusa
1627-ben József atya Richelieu kíséretében részt vett La Rochelle ostromában. A hugenották elleni háború látszólag ellentétben állt Franciaország hagyományos Habsburg-ellenességével. (A harmincéves háború során Franciaország aktívan támogatta a katolikus II. Ferdinánd császár protestáns ellenfeleit). De a hugenották (majd az angolok) legyőzése a francia hegemóniát erősítette, erre alapozva indíthatták 1629-ben a mantovai örökösödési háborút, majd 1635-ben a Habsburg Spanyolország elleni háborút. József atya az általa tervezett össz-európai közös törökellenes hadjárat legfőbb akadályának a Habsburg-házat látta, és ilyen irányban igyekezett befolyásolni a királyság politikáját.
Richelieu főminiszter 1630-ban József atyát küldte a regensburgi Reichstag ülésszakára. A küldöttség hivatalos vezetője Charles Brûlart de Léon hivatásos diplomata volt, de a tényleges irányítás a kapucinus szerzetes kezében volt, hatásköre szinte a hadügyminiszterével ért fel. A kulisszák mögött folytatott megbeszéléseken József atya ügyes intrikáival több fejedelmet és diplomatát is II. Ferdinánd császár ellen fordított, az általa kovácsolt érdekszövetség elérte Wallenstein császári fővezér visszahívását. Katolikus létére József atya a protestáns fejedelemségekkel való békülést szorgalmazta. Javasolta, hogy a protestáns II. Gusztáv Adolf svéd király seregeit hívják be a Habsburgok ellen, úgymond „a jó cél érdekében a kisebbik rosszat a nagyobbik rossz ellen kell fordítani.” Titkos háttéralkuinak részleteit ma sem ismerjük pontosan.
József atya Richelieu-re gyakorolt befolyásának tényleges mértéke erősen vitatott, de bizonyos, hogy József atya döntően meghatározta Franciaország törekvését a harmincéves háborúban: a lehető leghosszabb ideig kívül maradni a konfliktuson, kivárni a svédek és a császáriak kimerülését, utána nagy katonai erővel beavatkozni. József atya csendes háttérmunkájának eredményei kimutathatók a halála után 10 évvel megkötött vesztfáliai békeszerződésben lefektetett nemzetközi jogi alapelvekben is.

### Halála
Richelieu bíboros saját utódjának tekintette a kapucinus szerzetest a főminiszteri székben, XIII. Lajos is egyetértett vele. József atyát azonban 1638 tavaszán agyvérzés érte, amelyet december 18-án egy újabb követett, amely halálát okozta. Richelieu bíboros e szavakkal reagált bizalmas munkatársának halálhírére: „Elvesztem vigaszomat, egyetlen segítségemet, bizalmasomat és támaszomat.” Richelieu bíboros legfontosabb bizalmi emberévé ezután Mazarin bíboros lépett elő, aki Richelieu – és XIII. Lajos – elhunyta után, Ausztriai Anna özvegy anyakirályné kegyéből 1643-ban Franciaország főminisztere lett.

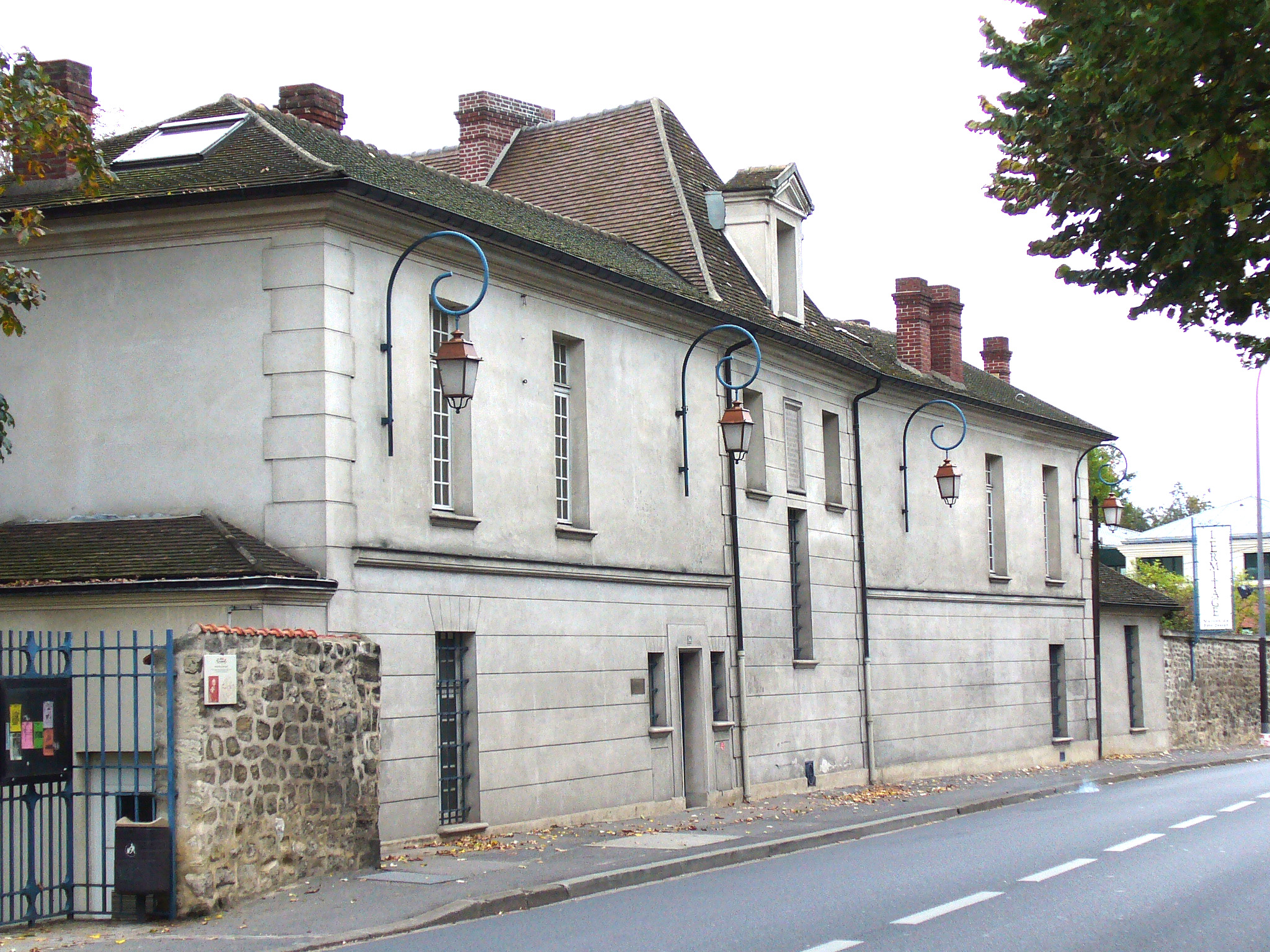
„József atya háza” Rueil-Malmaison-ban

## Emlékezete
- Első életrajzát kortársa, Ange de Mortagne atya írta meg.
- Párizs közelében, Rueil-Malmaison-ban található Richelieu bíboros egykori birtoka, rajta József atya villája (Maison du Père Joseph). Ma közpark, amelyet József atyáról nevezték el (Parc du Père Joseph). A házat a város restauráltatta, ma egy kulturális és kiállító központnak (Centre culturel de l’Ermitage) ad otthont.[7]

## Alakja játékfilmben
- André Hunebelle francia filmrendező 1974-ben bemutatott két filmvígjátéka, A négy muskétás, avagy a lepel lehull és folytatása, a Majd mi megmutatjuk, bíboros úr!, burleszk-szinten figurázza ki a történelmi alakokat, köztük József atyát, akit Paul Préboist alakított.[8]

## Külső hivatkozások
- Cikke a Columbia Encyclopediában (angolul)
- Les Bourbons: Louis XIII / Les personnalités. (franciául)
- Les Archives diplomatiques du ministère des Affaires étrangères (a Francia Külügyminisztérium diplomáciai levéltára) Archiválva 2007. június 28-i dátummal a Wayback Machine-ben (franciául)
- József atya viaszmása a Historical Figures Foundation gyűjteményében, Ventura, Kalifornia, USA (angolul)